# Idaho State University

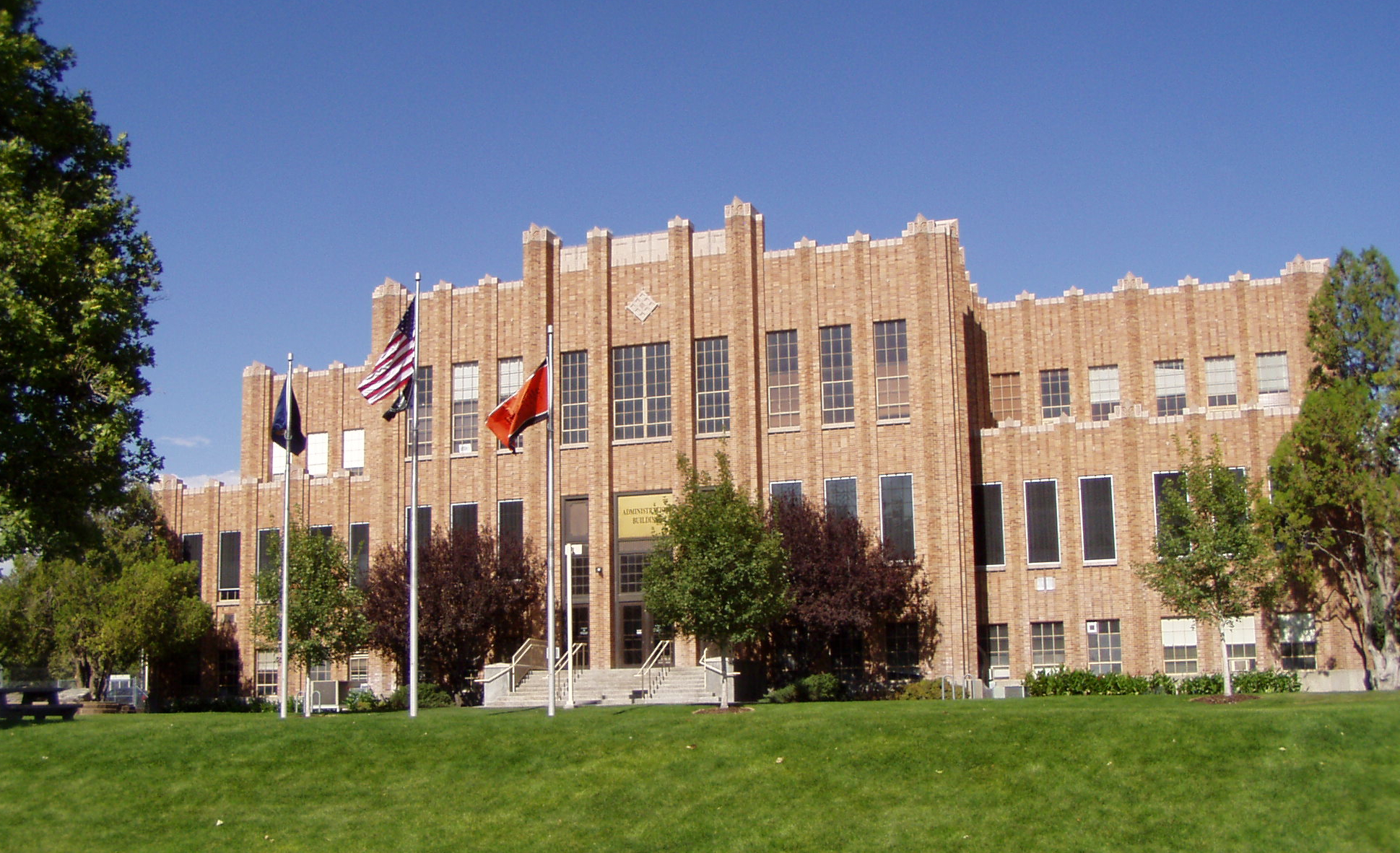
Verwaltungsgebäude in Pocatello

Die Idaho State University (auch ISU genannt) ist eine staatliche Universität in Pocatello im US-Bundesstaat Idaho. Der Hauptcampus liegt in Pocatello. Außenstellen gibt es in Idaho Falls, Boise und Twin Falls. An der Universität sind 12.805 Studenten (2020) eingeschrieben.
Die Pharmaziefakultät der Idaho State University gehört zu den besten im Westen der USA.

## Geschichte
Am 11. März 1901 beschloss die Regierung von Idaho die Gründung der Universität als Academy of Idaho und schon im Jahr 1910 waren 300 Studenten eingeschrieben. 1915 wurde sie in Idaho Technical Institute umbenannt und im Jahr 1927 in eine Außenstelle der University of Idaho mit dem Namen University of Idaho – Süd umgewandelt. 1947 erfolgte eine weitere Umbenennung in Idaho State College. Damals waren etwa 2.000 Studenten eingeschrieben. Die letzte Umbenennung in den heutigen Namen Idaho State University erfolgte 1963. Derzeitiger Präsident der Universität ist Arthur C. Vailas.

## Sport
Das Sportteam der Idaho State University sind die ISU Bengals. Die Universität gehört der Big Sky Conference an.

## Berühmte Absolventen
- Stacy Dragila – Olympiasiegerin (Stabhochsprung)
- William Petersen – Schauspieler und Produzent
- Jim Wagstaff – American-Football-Spieler